# Хомология (биология)
В еволюционната биология, с термина хомология се изразява сходството в белезите, дължащо се на техния общ произход. Съществуват примери от различни клонове на биологията. Анатомичните структури, които изпълняват една и съща функция при различни биологични видове, еволюирали от една и съща структура на един и същ прародител са хомоложни. В генетиката, хомологията може да бъде наблюдавана в ДНК секвенциите, които съдържат кода за синтезиране на белтъците, както и некодиращата ДНК.
|  | Тази страница частично или изцяло представлява превод на страницата Homology (biology) в Уикипедия на английски. Оригиналният текст, както и този превод, са защитени от Лиценза „Криейтив Комънс – Признание – Споделяне на споделеното“, а за съдържание, създадено преди юни 2009 година – от Лиценза за свободна документация на ГНУ. Прегледайте историята на редакциите на оригиналната страница, както и на преводната страница, за да видите списъка на съавторите. ВАЖНО: Този шаблон се отнася единствено до авторските права върху съдържанието на статията. Добавянето му не отменя изискването да се посочват конкретни източници на твърденията, които да бъдат благонадеждни. |